# Бек, Иван Филиппович
Иван (Иоганн) Филиппович Бек (нем. Johann Beck; 20 мая 1735, Рига, Рижская губерния, Российская империя — 2 сентября 1811, Санкт-Петербург) — российский лейб-медик, тайный советник (с 1797 года), доктор медицины и хирургии.

## Биография
Изучал филологические науки в Киле, затем отправился в Берлин, где несколько лет обучался медицине. Из Берлина приехали в Санкт-Петербург и в 1755 году был определён на службу в Санкт-Петербургский генеральный сухопутный госпиталь, без жалованья.
В течение двух лет посещал лекции в лекарской школе, находившейся при этом госпитале и был произведен сначала в подлекари, а в 1757 году — в лекари. Окончив курс школы, И. Бек определился на службу в Санкт-Петербургский адмиралтейский госпиталь; в 1758 году он прикомандировался к обсервационному корпусу, при котором служил в течение всей Семилетней войны, участник сражений у Цорндорфа, Пальцига и Франкфурта.
С 6 марта 1761 года — на службе при главной артиллерии, а в конце того же года был назначен гофхирургом при Высочайшем дворе.
В 1773 году И. Бек был назначен лейб-хирургом при Наследнике престола. В 1781 году получил степень доктора медицины, без диссертации: государственная медицинская коллегия удостоила его этой степени «в уважение долговременной практики и особливых дознаний». С 1779 года — статский советник.
14 ноября 1786 года он был назначен лейб-медиком при великих князьях и княжнах, врачевал внуков императрицы, а 12 ноября 1796 года — штаб-медиком при Императоре Павле I; при этом он был произведен в действительные статские советники, и в том же году ему было пожаловано большое поместье в Бронницком уезде Московской губернии и 1500 душ крепостных крестьян в деревнях Фомино, Забусово, Никулино, Михалёво, Юрасово, Золотово, Алёшино, Исаково, Щельпино, Губино (частично) и Ашитково. В деревне Михалёво Иван Филиппович выстроил себе помещичью усадьбу, из-за чего селение получила название «сельцо Беково, Михалёво тож».
В 1803 году И. Бек представил описание купленного им секретного рецепта против плоской глисты, за что получил от Павла I драгоценную золотую табакерку. Затем И. Бек был избран членом медицинского совета и московского медико-физического общества; кроме того, он, на основании устава медико-хирургической академии, был также стал её почётным членом.